# انسونویل (کارولینای شمالی)
انسونویل (به انگلیسی: Ansonville) شهری در ایالت کارولینای شمالی کشور ایالات متحده آمریکا است که جمعیت آن در سرشماری سال ۲۰۱۰ میلادی، ۶۳۱ نفر بوده‌است.